# Leonardo Cordeiro
Leonardo Cordeiro (São José dos Campos, 8 de novembro de 1989) é um piloto de carros de corrida brasileiro.

## Carreira
O piloto iniciou no automobilismo aos 12 anos, através do kart. O desejo de ficar perto das equipes e dos principais kartódromos do país levou o então menino do Vale do Paraíba a morar sozinho em São Paulo com apenas 15 anos. A iniciativa foi recompensada. Dois títulos da Copa Sorriso Campeão, dois vice-campeonatos brasileiros e paulistas estão entre as conquistas do piloto que fechou a temporada 2008 com o título da Seletiva de Kart Petrobras.
Ainda competindo no Kart, Leonardo fez testes na F-Renault Argentina e na Fórmula São Paulo, mas ingressou no Sul-Americano de F3 em 2007 de modo inusitado: com equipe própria. Como todo novo time que enfrenta estruturas consolidadas, os resultados foram aquém dos imaginados. Leonardo decidiu então fazer a última prova daquele ano pela Cesário Fórmula, e recebeu a bandeirada em segundo. O contrato com a mais vitoriosa equipe da competição se tornou inevitável, e o então mais jovem piloto da categoria, aos 18 anos, conclui a temporada 2008 na quarta posição, com uma vitória e o título de mais veloz do campeonato, com cinco melhores voltas.
Em 2009, Leonardo decidiu permanecer no Brasil e fazer sua segunda temporada completa pela Cesário Fórmula. Sagrando-se campeão com duas corridas de antecedência.